# مشکل با عاشقانه
مشکل با عاشقانه  یک فیلم کمدی-درام  آمریکایی محصول سال ۲۰۰۷ میلادی به کارگردانی جین ری با بازی کیپ پاردو، جوزی دیویس ، دیوید ایگنبرگ ، راجر فن ، شیتال شت و کوبی رایان مک لافلین است.

## لینک های خارجی
- مشکل با عاشقانه در بانک اطلاعات اینترنتی فیلم‌ها (IMDb)